# Kumrova vas
Kumrova vas (deutsch Kummersdorf) ist ein verlassenes Dorf in der Gemeinde Kočevje im Süden Sloweniens. Das Gebiet ist heute ein Teil von Svetli Potok, eines ebenfalls verlassenen Dorfes. Früher gehörte das Dorf zur Gemeinde Koprivnik.

## Geografie
Die Ortslage befand sich etwa sieben Kilometer südöstlich von Kočevje an der Ostflanke des Kummersdorfer Berges 886 m. i. J. in einer Waldlichtung. Der Franziszeische Kataster  zeigt mehrere Gehöfte um einen Anger.

## Toponymie
Der slowenische Name bedeutet übersetzt Kummersdorf oder Kummerdorf und das war auch der deutsche Name des Ortes.

## Geschichte
Das Dorf bestand ursprünglich aus drei Lehen, die später in sechs Halblehen geteilt wurden. In der Zählung von 1770 wurden 13 Hofstellen vermerkt und 1869 schienen 14 Häuser auf. Im 19. Jahrhundert wurden im Ort Lodenmäntel hergestellt. Nach der Absiedelung der deutschstämmigen Bevölkerung während des Zweiten Weltkrieges wurde der Ort mehrmals von italienischen Truppen in Brand gesetzt und nach dem Krieg nicht wieder aufgebaut.

## Persönlichkeiten
- Josef Stalzer, Eremit, lebte zwischen 1837 und 1855 in einer Zelle nahe der Kirche